# Tanystropheus
Tanystropheus is een geslacht van uitgestorven reptielen, behorend tot de Archosauromorpha, dat leefde tijdens het Midden-Trias.

## Naamgeving

### Tanystropeus conspicuus
Het geslacht Tanystropheus werd in 1852 benoemd door Christian Erich Hermann von Meyer. De naam verwijst naar de langgerekte halswervels en is afgeleid van het Oudgriekse voorvoegsel τανυ~, tany~, 'langgerekt' en στροφεύς, stropheus, 'op de scharnieren betrekking hebbend'. De typesoort is Tanystropheus conspicuus, waarbij de soortaanduiding 'de opvallende' betekent.

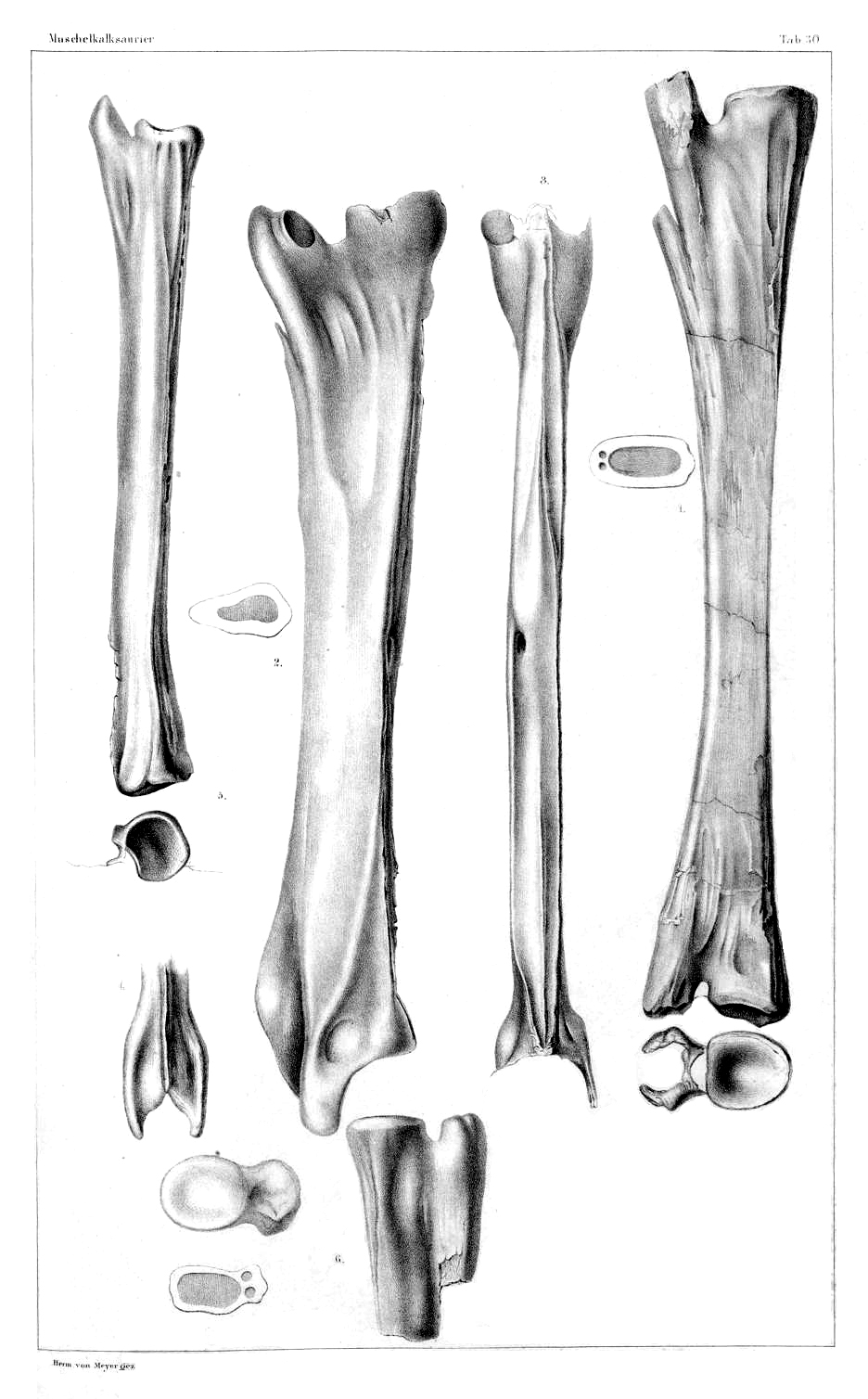
Het typemateriaal

Het typespecimen, te zien als een reeks syntypen, was in de jaren dertig van de negentiende eeuw door Georg Graf zu Münster bij de Bindlacher Berg nabij Bayreuth gevonden in een laag van de Muschelkalk, die dateert uit het Ladinien. Het bestaat uit een aantal wervels van de nek, rug en staart samen met een linkeropperarmbeen.

### Macroscelosaurus
Von Meyer dacht overigens dat de lange halswervels staartwervels waren. Hij vermeldde in 1852 dat zu Münster meende dat het zeer lange botten van de ledematen waren en de naam Macroscelosaurus, 'langonderbeensauriër', had voorgesteld. Die naam is echter nergens in de gepubliceerde geschriften van zu Münster te vinden. Wellicht baseerde Von Meyer zich op een briefwisseling met, of op de aantekeningen van, de in 1844 overleden natuurvorser. Dit maakt naar huidige maatstaven de status van de naam onzeker want Macroscelosaurus heeft evenveel rechten als de in hetzelfde geschrift voorkomende Tanystropheus. Ook kan niet gesteld worden dat de eerstvolgende vermelding een keuze voor Tanystropheus zou impliceren want daarvoor is het nodig dat de auteur per abuis beide namen als geldig voorstelde en dat deed Von Meyer evident niet. In 1937 begon Oskar Kuhn daarom in zijn geslachtslijsten de naam Macroscelosaurus te gebruiken, menend dat zu Münster die al tegen 1834 bedacht moest hebben; gezien het principe van de prioriteit moest zijns inziens aan de eerste naam de voorkeur worden gegeven. Hij werd hierin echter door niemand gevolgd.
Rupert Wild diende in 1976 om aan deze situatie een eind te maken een petitie in bij de ICZN om de naam Macroscelosaurus te onderdrukken. In 1981 werd hierover in Opinio 1186 positief beschikt zodat Tanystropheus een nomen conservandum werd, dus officieel behouden wordt ten opzichte van Macroscelosaurus.

### Andere synoniemen vanTanystropheus conspicuus
Verschillende andere fragmentarische vondsten uit Duitsland zijn onder andere namen beschreven. Vaak zijn die zo beperkt dat ze als nomina dubia moeten worden beschouwd, hoewel het vermoedelijk om Tanystropheus conspicuus gaat. Daaronder valt bijvoorbeeld Nothosaurus blezingeri, in 1896 benoemd door Eberhard Fraas en verder Pectenosaurus strunzi, Huene 1902, Chelyzoon blezinger, Huene 1902, Chelyzoon latum, Huene 1902 en Procerosaurus cruralis, Huene 1902. Een vrijwel zeker jonger synoniem is Thecodontosaurus latespinatus, in 1905 benoemd door Friedrich von Huene.

### Andere soorten

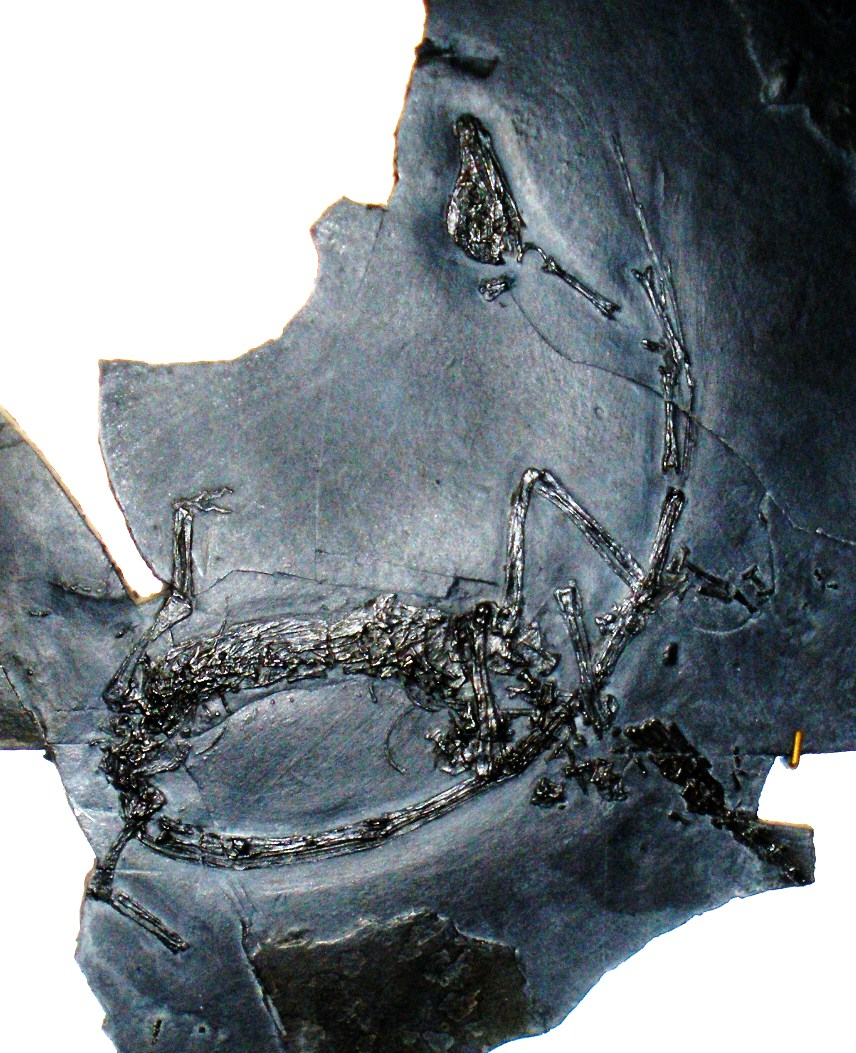
Afgietsel van T/2791

In 1886 benoemde Francesco Bassani Tribelesodon longobardicus. Het holotype is een fragmentarisch skelet gevonden bij Besano in Lombardije. Hiervan dachten zowel Bassani als Franz Nopcsa dat het om een vroege pterosauriër ging, de halswervels voor de kootjes van de vleugelvinger aanziend.

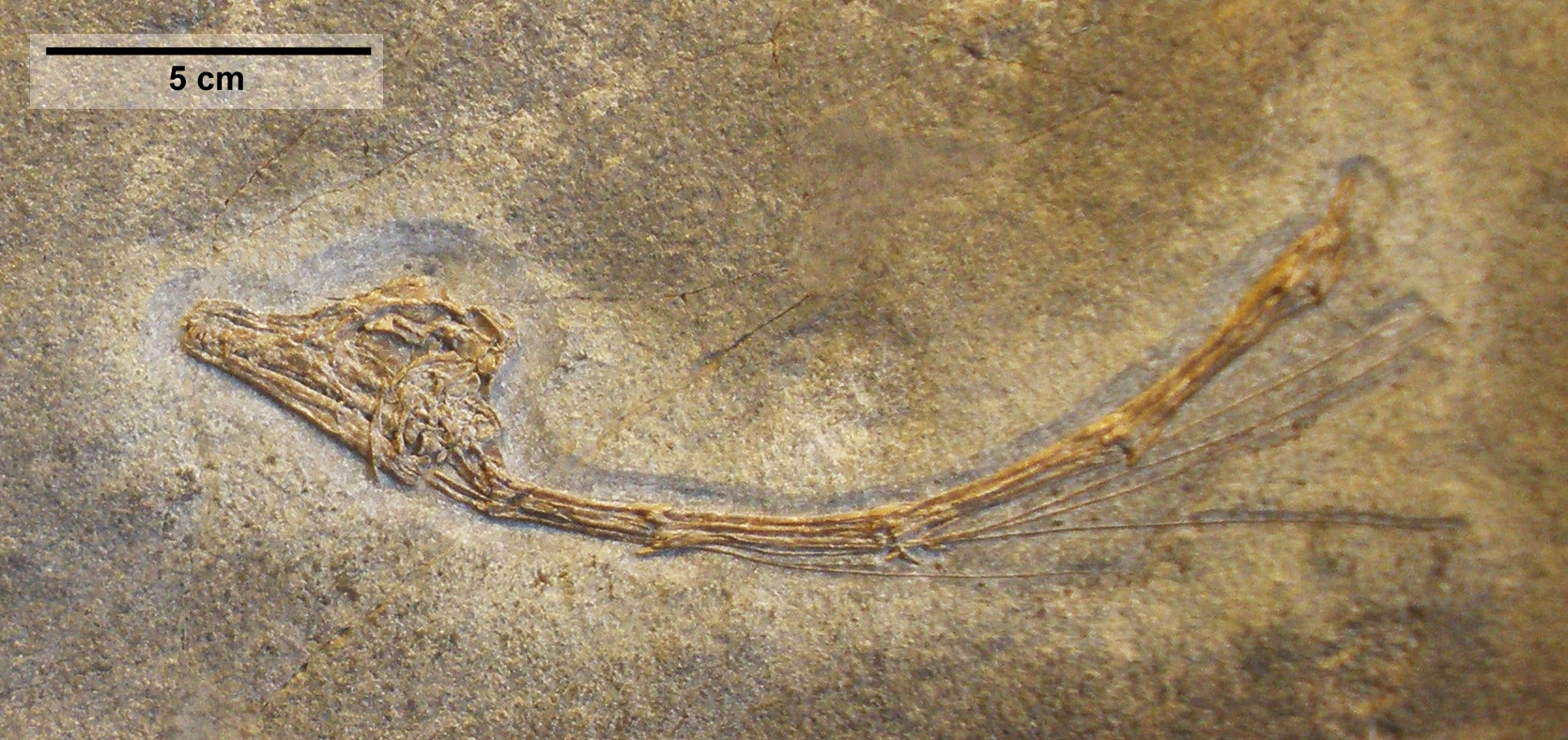
T/3901 PIUZ

Tot ver in de twintigste eeuw had nog niemand een duidelijk idee wat voor dieren het eigenlijk waren omdat alleen losse botten waren gevonden. Daar kwam in september 1929 verandering toen de Zwitser Bernhard Peyer op de Monte San Giorgio een in verband liggend skelet opgroef, specimen T/2791. In 1931 wees Peyer dit aan Tribelesodon longobardicus toe, welke soort hij onderbracht bij het geslacht Tanystropheus wat een Tanystropheus longobardicus opleverde. Bij deze gelegenheid beschreef Peyer Tanystropheus in groot detail, welke studie lange tijd gezaghebbend zou blijven. Omdat het holotype door Bassani beschreven in de Tweede Wereldoorlog bij een bombardement verloren ging, wees Wild in 1973 specimen T/2791 als het neotype van Tanystropheus longobardicus aan. Aan deze soort zijn tientallen specimina toegewezen waaronder een dozijn vrij complete skeletten.
Tanystropheus bihoricus uit Roemenië, in 1975 benoemd door Tibor Jurcsák, is later gezien als een jonger synoniem van Tanystropheus longobardicus. Tanystropheus meridensis, gebaseerd op specimen T/3901 PIUZ gevonden in de Meridekalke van Zwitserland en benoemd door Wild in 1980, betreft vermoedelijk een jong van Tanystropheus longobardicus. Het is ook geopperd dat T. longobardicus een jonger synoniem is van T. conspicuus.
In 2005 werd een exemplaar beschreven, specimen MCSN 4451, dat weke delen bewaarde, waaronder stukken huid.

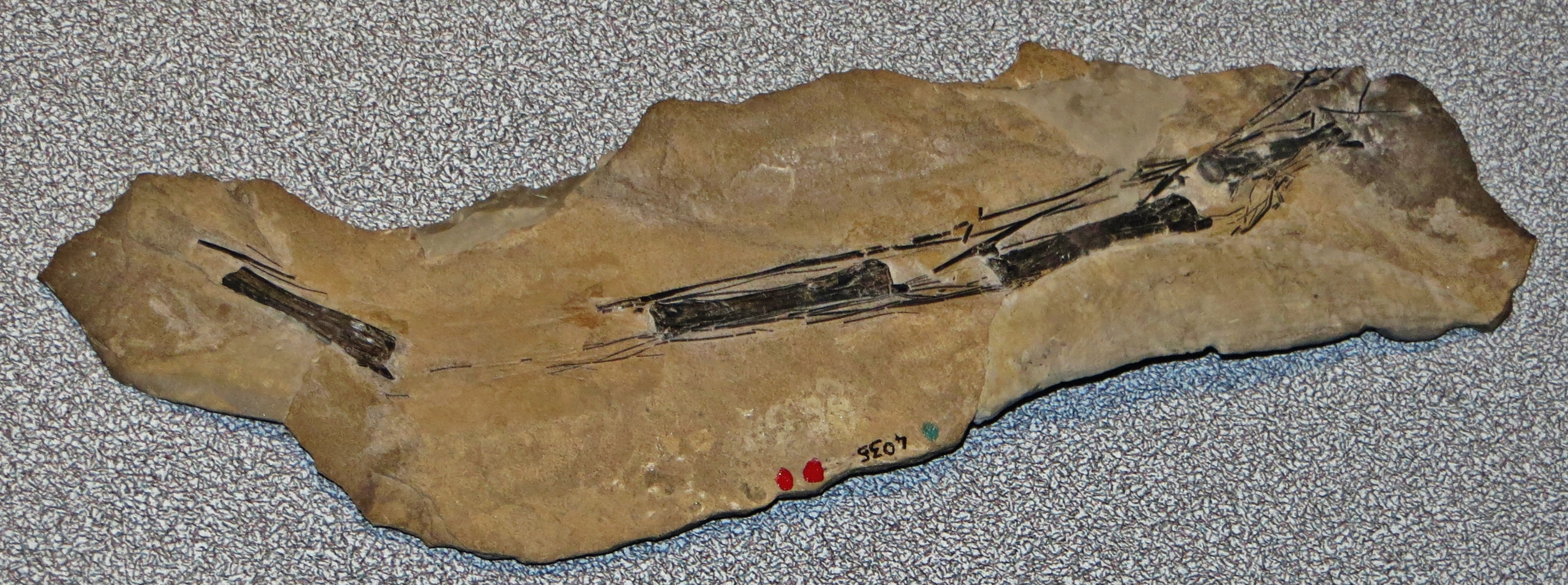
Nr 4035 MCSNB

In 1905 benoemde Von Huene een Tanistropheus antiquus, de 'oeroude'. In 2011 werd dit het aparte geslacht Protanystropheus.
In 1980 benoemde Wild een Tanystropheus fossai, gebaseerd op specimen Nr 4035 MCSNB, vier halswervels met ribben gevonden in Friuli op de noordelijke helling van de Canto Alto. Silvio Renesto beschouwde dit als een nomen dubium.
In 2001 benoemde Olivier Rieppel een Tanystropheus haasi op grond van holotype HUJ-Pal. TR1, het achtereind van een achtste halswervel gevonden in Israël. De soortaanduiding eert Georg Haas die al in de jaren vijftig van de twintigste eeuw zulke wervels in de Negev gevonden had.
Een speciaal geval vormen Tanystrophaeus willistoni, Tanystrophaeus bauri en Tanystrophaeus longicollis die in 1887 door Edward Drinker Cope werden benoemd. Om te beginnen waren hun geslachtsnamen opzettelijk anders gespeld omdat Cope meende dat de naam correcter van het bijvoeglijk naamwoord strophaios kon worden afgeleid en verder ging het om theropode dinosauriërs die later een eigen geslacht Coelophysis zouden vormen.

## Beschrijving

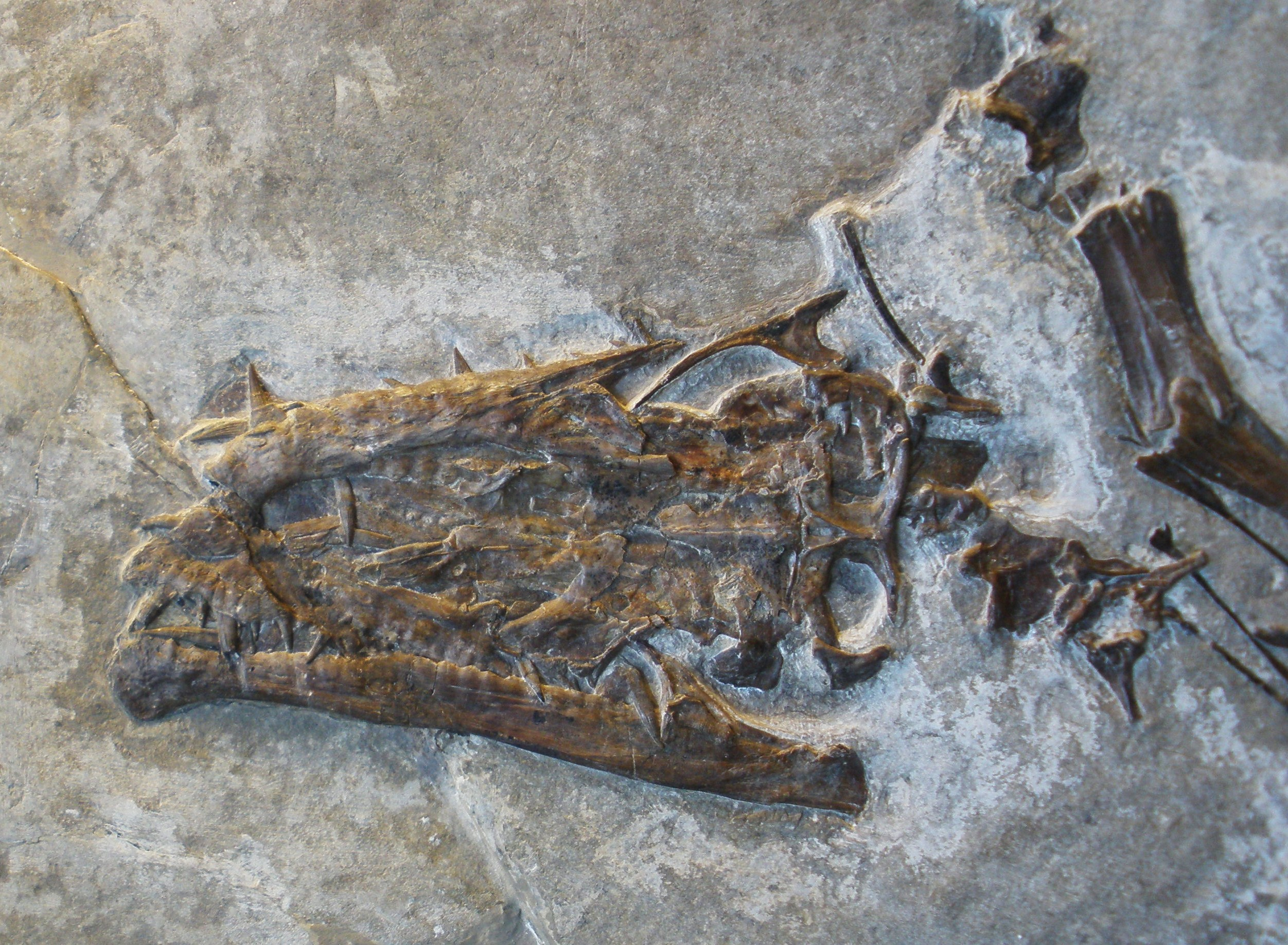
De kop

De lengte van Tanystropheus wordt meestal gegeven als drie tot vijf meter. Soms noemt men een schatting van zes meter. Meer complete skeletten variëren van zevenentachtig tot vierhonderdtwintig centimeter in lengte. De kleinere exemplaren betreffen jonge dieren.
De kop is klein ten opzichte van de rest van het lichaam. Het profiel is ruwweg driehoekig in bovenaanzicht, met een ietwat afgeronde snuit. De kaken zijn voorzien van zeer spitse kegelvormige, iets gekromde tanden. De zes tanden in de praemaxilla zijn langer en krommer. Het bovenkaaksbeen draagt twaalf tanden. De voorkant van de onderkaken is verdikt in zijaanzicht en draagt ook zes langere tanden. Zo ontstaat vooraan een rozet, geschikt voor het vangen van vissen. Meer achterin in de onderkaak staan dertien tot veertien kortere tanden, die bij jongere dieren vaak drieknobbelig zijn. Daarnaast staan er tandjes in het verhemelte: per zijde negen tot twaalf in het ploegschaarbeen, vier tot zes wat grotere in het verhemeltebeen en twaalf tot veertien in het pterygoïde. De kop is tamelijk afgeplat. De neusgaten zijn vrij groot en liggen op een teruggetrokken positie boven op de snuit. Zeer groot zijn de oogkassen die schuin naar boven gericht zijn. Het onderste slaapvenster is van onderen open.

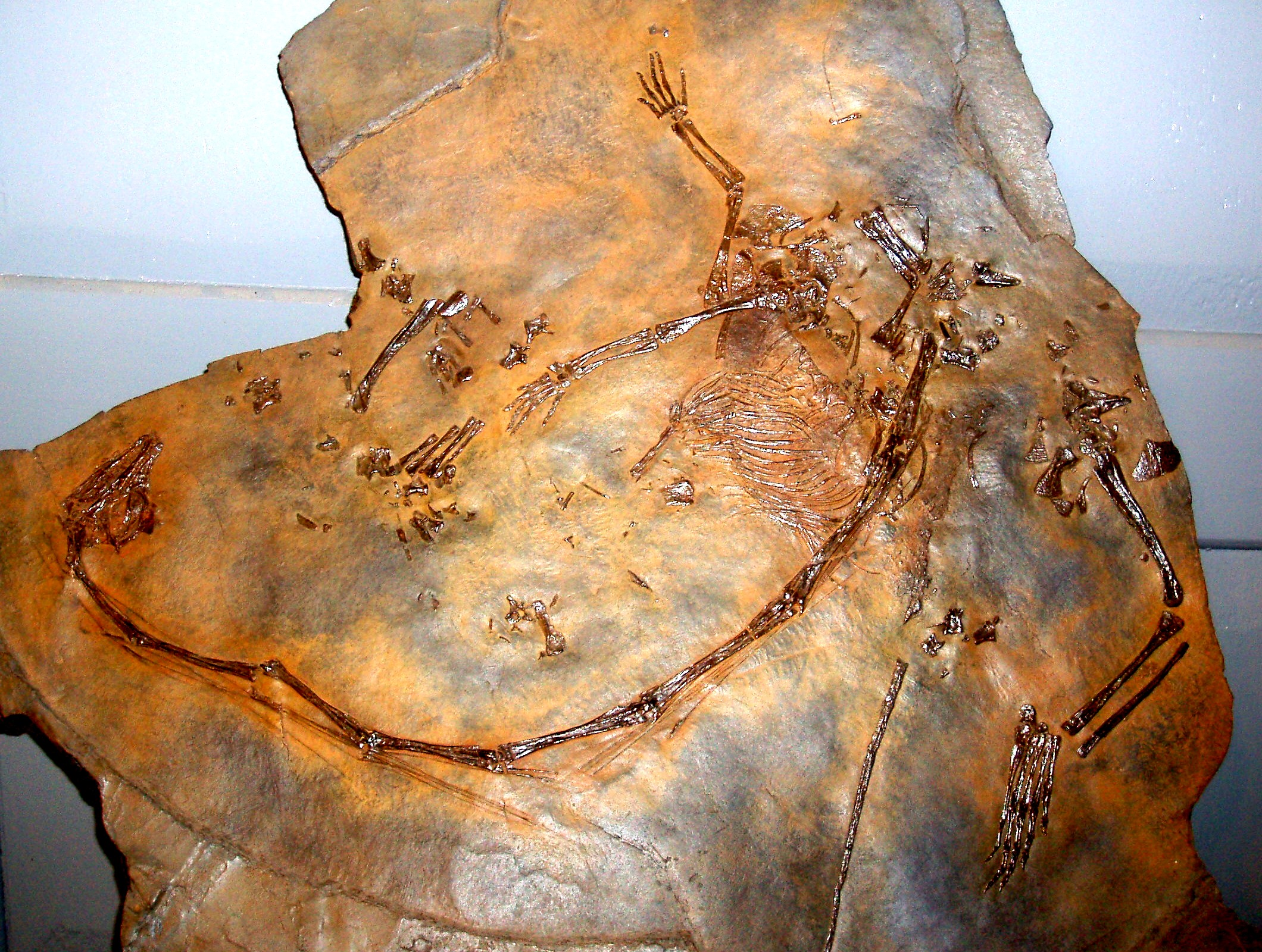
T. longobardicus

Het meest onderscheidende kenmerk van deze dieren was de lange hals, die de lengte van de romp en de staart samen overtrof. Volgens Renesto maakt dit Tanystropheus tot de meeste bizarre vorm uit het Trias. De hals was opgebouwd uit twaalf of dertien — tegenwoordig wordt de dertiende wervel meestal bij de nek gerekend — zeer lange nekwervels. De negende halswervel is meestal de langste en is tienmaal zo lang als hoog. De halswervels, met een zandloperprofiel overdwars, hebben sterk gereduceerde uitsteeksels. De doornuitsteeksels zijn weinig meer dan lage richels, met een iets verbrede top. De centrumfacetten zijn niet afgeschuind: de nek had dus geen natuurlijke S-bocht maar liep kaarsrecht. De gewrichtsuitsteeksels raken elkaar met vrijwel verticale facetten wat de zijdelingse beweeglijkheid sterk beperkt moet hebben. De nek wordt verder verstijfd door dunne nekribben met de lengte van twee wervels. De achterste wervels echter hebben meer horizontale facetten zodat de nek van de basis uit toch kon zwenken. De twaalfde halswervel is veel korter en draagt een vrij hoog doornuitsteeksel. Hoewel de hals meer dan de helft van de lichaamslengte uitmaakte, bedroeg de massa van de hals en kop samen maar zo'n twintig procent van de totale massa van het dier. Het aantal ruggenwervels is dertien. Ze hebben rechthoekige doornuitsteeksels. Er zijn twee robuuste sacrale wervels in het heiligbeen, met forse zijuitsteeksels ofwel pleurapofysen die met elkaar vergroeid zijn. Het aantal staartwervels bedraagt ongeveer veertig. Bij de staartwervels lopen de voorste en achterste gewrichtsuitsteeksels in elkaar over. De zijuitsteeksels zijn het langst bij de tweede staartwervel en verdwijnen na de achtste. De chevrons van de staartbasis zijn lang maar worden naar achteren toe snel kleiner. De middenstaart en het uiteinde zijn erg dun. De voorste drie ribben hebben twee koppen, de meer achterste maar één kop. Verder zijn er ongeveer dertig paren buikribben.

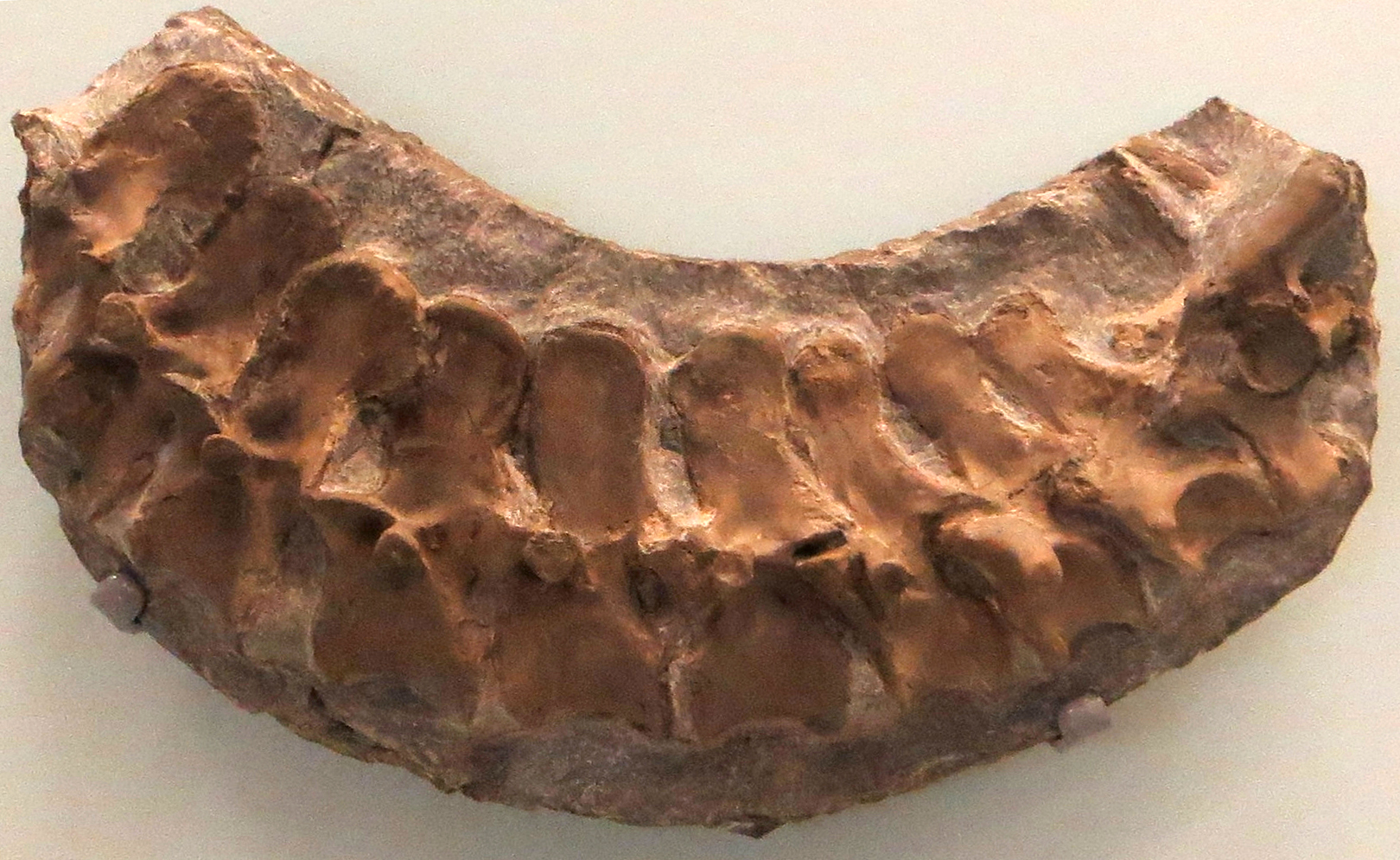
De rug

Het schouderblad is dun, iets verbreed aan de bovenzijde. De voorpoot is korter dan de achterpoot. Onderarm en hand zijn kort, met korte vingerkootjes. Er zijn vijf middenhandsbeenderen. De formule van de vingerkootjes is 2-3-4-4-3. Bij veel jonge exemplaren zijn de armbeenderen slecht verbeend.
In het bekken steekt het darmbeen vooral naar achteren uit maar overhangt vooraan zijdelings het heupgewricht. Het schaambeen en zitbeen zijn twee korte robuuste platen die de grote brede ovale inkeping van de fenestra thyroidea omvatten.
De achterpoten zijn ongeveer 1,7 keer langer dan de voorpoten. Het dijbeen is lang en slank met een lichte golving in zijaanzicht. De knie vormt een scharnier dat een ruime mate van buiging en strekking aan de achterpoot toestaat. Het onderbeen is recht waarbij scheenbeen en kuitbeen slechts door en nauwe tussenruimte gescheiden zijn. Het kuitbeen is onderaan niet verbreed. De voet is 2,4 maal langer dan de hand. De enkel is wel gezien als licht crurotarsaal, met een inspringend gewrichtsvlak, maar Rieppel concludeerde in 2010 dat sprongbeen en hielbeen niet ten opzichte van elkaar konden bewegen. Nosotti meende in 2007 dat het hoofdgewrichtsvlak tussen de bovenste en de twee onderste tarsalia, het derde en vierde, plaatsvond, min of meer de basale toestand. Renesto stelde echter in 2018 dat het gewrichtsvlak tussen de bovenste enkelbeenderen en sprongbeen/hielbeen lag. Er zijn vijf middenvoetsbeenderen. Het derde middenvoetsbeen is het langst. Bij de tenen neemt de lengte van de teenkootjes naar buiten toe toe, zodat het eerste kootje van de vijfde teen net zo lang is als een middenvoetsbeen. Het vijfde middenvoetsbeen is haakvormig. De formule van de teenkootjes is 2-3-4-5-4.

## Levenswijze

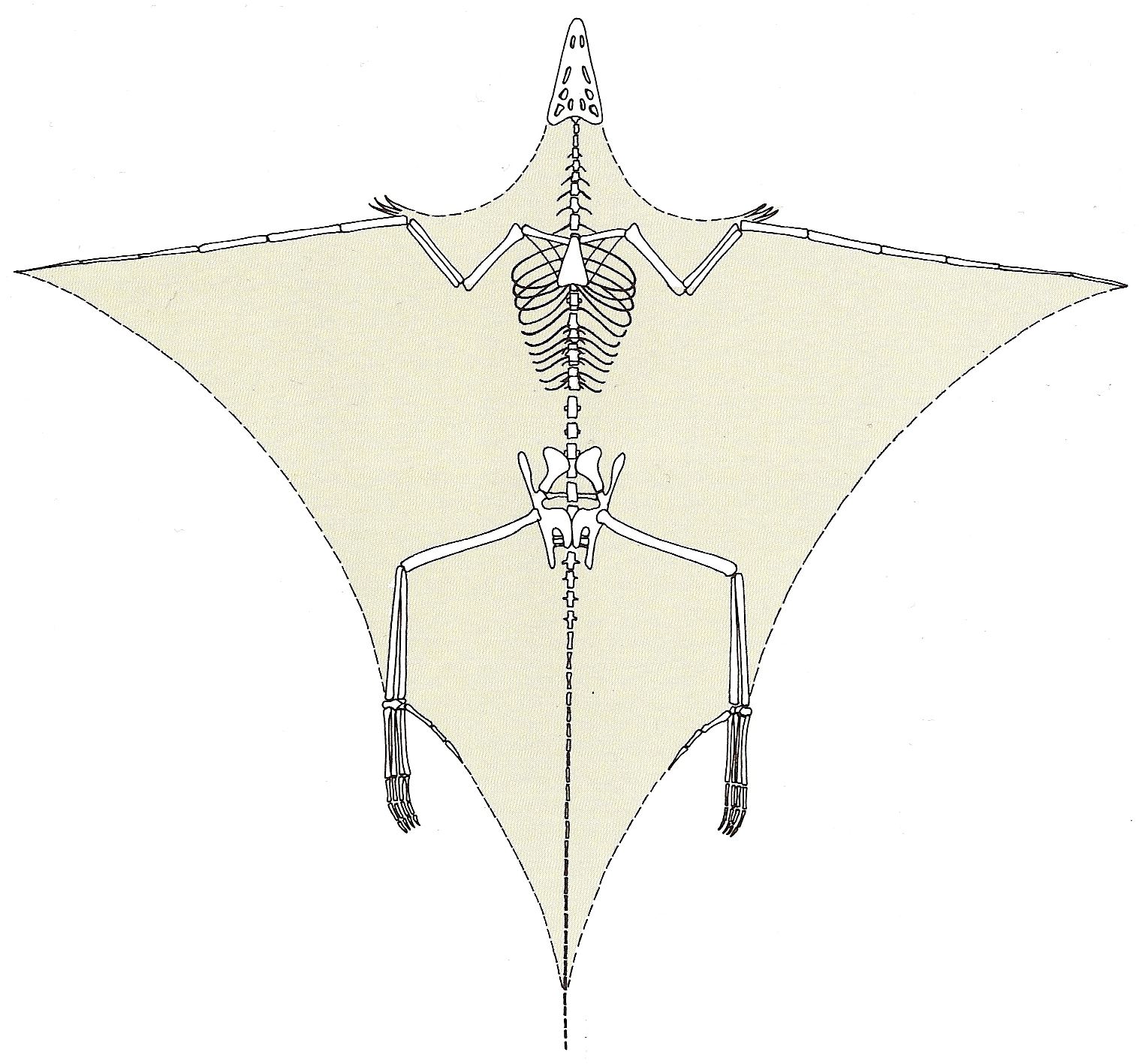
Interpretatie door Nopcsa als vliegend reptiel

De levenswijze van Tanystropheus is altijd wat raadselachtig geweest en is vaak op heel verschillende manieren geïnterpreteerd. Graf zu Münster dacht kennelijk dat het een hoog op de poten staande landbewoner was. Von Meyer liet zich leiden door het feit dat de resten in zeeafzettingen zijn gevonden en zag zijn Tanystropheus als een zeebewoner, verwant aan andere door hem gekende zeereptielen, die zich met zijn lange staart door de golven heen stuwde. Bassani en Nopcsa gingen er in hun interpretatie als pterosauriër van uit dat het dier zich door de lucht bewoog. Als 'primitieve' vorm zou het dan tot een glijvlucht in staat zijn geweest.
Peyer werd als eerste de echte bouw van het dier duidelijk: de lange elementen waren geen beenderen van de achterpoot, de staart of de vleugels maar halswervels. Dit riep echter de vraag op wat de functie van de extreem lange nek kon zijn. Peyer meende dat het dier de typische kenmerken voor een waterbewoner miste. Dat liet alleen de mogelijkheid open dat het om een landbewoner ging, zij het dan een zeer onhandige. Met zijn gespreide poten zou het beest langzaam over de bodem geschuifeld hebben, zijn onhandige nek met moeite net boven de grond houdend. Binnen dat scenario was het lastig te bedenken hoe het eigenlijk aan voedsel kwam. Peyer nam aan dat het met de buik op een oever ging liggen en met zijn lange nek naar vissen, inktvissen en schaaldieren 'hengelde' op de manier waarop reigers dat doen.

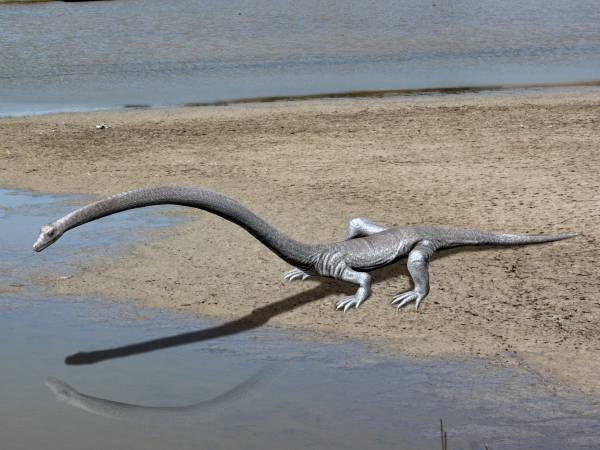
De nekhouding volgens Wild

De volgende onderzoeker die zich met het vraagstuk bezighield, was Rupert Wild in 1973. In deze tijd was er een hele beweging op gang gekomen om uitgestorven dieren niet meer als onderontwikkeld te zien maar juist hun goede aanpassing aan hun leefomgeving te beklemtonen, die ze tenslotte gehad moesten hebben wilden ze zich überhaupt hebben kunnen handhaven. Ook Wild constateerde dat Tanystropheus zowel aanpassingen aan een zwemmende als een lopende levenswijze bezat. Dat verklaarde hij echter niet door het dier halfslachtig tussen water en land te plaatsen. Hij opperde dat de jonge dieren anders leefden dan de volwassenen. Het was hem opgevallen dat bij kleine exemplaren vaak tanden met drie knobbels aanwezig waren zoals bij vormen die insecten eten. De jongen zouden dus op het land geleefd hebben en met hun lange hals op geleedpotigen gejaagd. Volgroeid zouden ze echter de zee hebben opgezocht en met langere kegelvormige en wat naar voren hellende tanden vissen en inktvissen hebben gegrepen. Zulke prooien zijn ook in de maag van sommige exemplaren bewaard gebleven. Vooral de grote aantallen snavels van inktvissen wijzen sterk op een bestaan als zeedier want die zouden lastig van een oever af te vangen zijn. Om insecten te kunnen vangen moest de nek vrij flexibel zijn. Hij nam dan ook aan dat die aan de basis omhoog kon buigen wat een fraaie geleidelijke boogvormige kromme zou hebben opgeleverd. In zee zou de nek recht gehouden zijn. Wild meende ook dat Tanystropheus in staat was tot autotomie: het afwerpen van de staart als die door een roofdier wordt vastgegrepen. Dat zou zeer opmerkelijk zijn daar die aanpassing verder alleen van hagedissen bekend is, een groep die niet tot de nauwe verwanten van Tanystropheus behoort.
Al in 1975 werd het model van Wild aangevallen door de biomechanicus Benno Kummer. Deze wees erop dat als de spieren van de voorste rug de nek hieven, hun reactiekracht ook de achterste romp omhoog getrokken zouden hebben. Het dier zou zo in een soort levende schommel veranderd zijn en de zeer lange nek zou dan als een hefboom hebben gewerkt waardoor het beest op de kop zou zijn gekanteld. Om dat te voorkomen moest de kop worden teruggetrokken. Omdat de halswervels een sterke buiging naar beneden toestonden — althans als men geen rekening houdt met de nekribben — meende Kummer dat de nek sterk rondgetrokken kon worden, met de bolling naar boven gericht. De nekbasis moest dan wel een plotse knik naar boven toestaan want alleen zo zou die ronde boog van de grond kunnen zijn gehouden. Dit noemt men wel het 'vraagtekenmodel' van de nek, naar de veronderstelde extreme buiging.

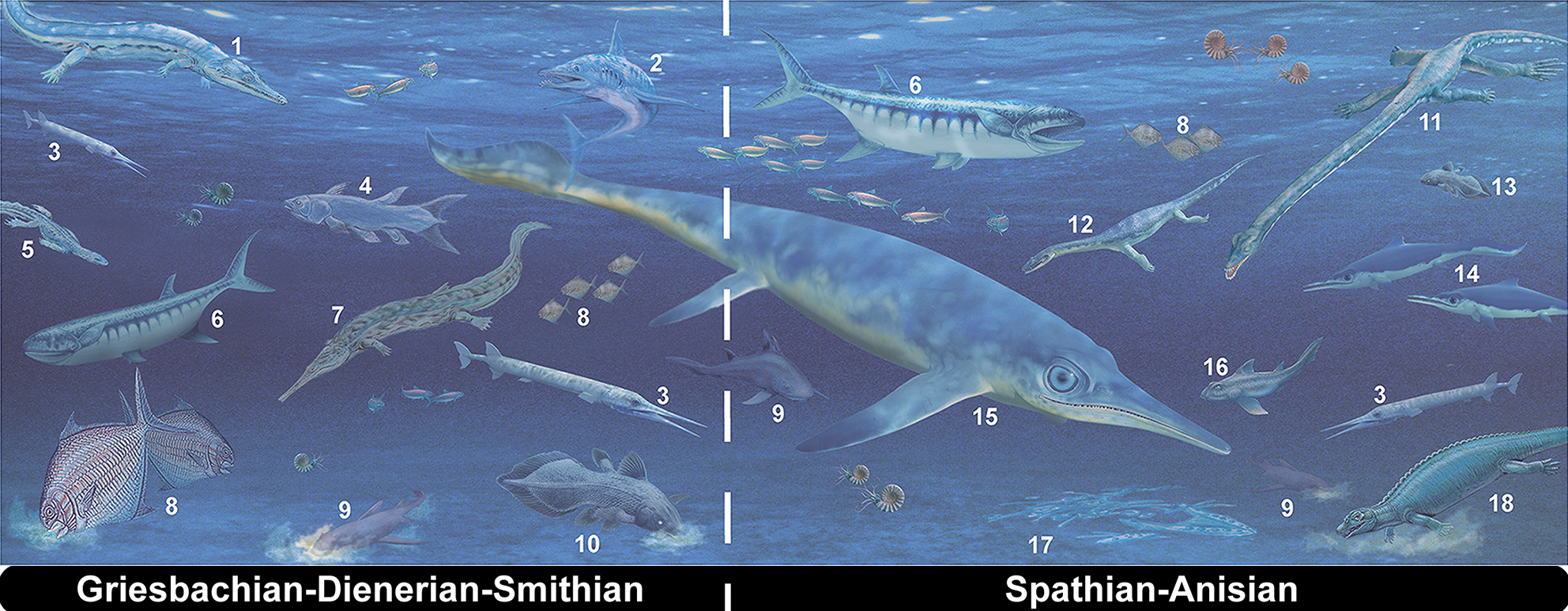
Tanystropheus als deel van de Triadische zeefauna op 11

Een verdere bijdrage aan de discussie leverde in 1986 en 1988 Karl Tschanz. Uit de lage doornuitsteeksels van de voorste rug leidde deze af dat Peyer toch gelijk gehad had en de nek niet boven schouderhoogte geheven had kunnen worden. De lange nekribben zouden gefunctioneerd hebben als verstijvende bundels waaraan spieren richting de schoudergordel waren verbonden die de hals horizontaal konden houden. Dit zou ook de scheerkrachten tussen de wervels gecompenseerd hebben teneinde allerlei fatale verschuivingen te voorkomen. Niet alleen zou de nek niet naar boven gebogen kunnen worden: de nekribben voorkwamen ook een buiging naar onderen. Een dergelijke gedwongen horizontale houding zou iedere voortbeweging op het land ernstig hebben gehinderd. Tanystropheus moest dus wel een puur waterdier zijn, zelfs als jong dier. In het water zou het drijfvermogen het ondersteunen van de nek flink hebben geholpen. Dit was in de jaren negentig een gangbaar model, hoewel het niet aangaf hoe Tanystropheus zich eigenlijk in het water voortbewoog. Rieppel dacht dat het dier zich met een golvende beweging van de staart voortstuwde en Michael Alan Taylor dat het daarvoor met de achterpoten peddelde.
In 2005 vergeleek Renesto Tanystropheus met de kort daarvoor beschreven verwant Dinocephalosaurus en het viel hem op hoezeer de eerste nog aan het landleven was aangepast. In plaats van de korte massieve afgeplatte ledematen van de Chinese protorosauriër, had Tanystropheus lange holle botten. De polsen waren nauwelijks verbeend en de voorpoten konden zo weinig stuwkracht leveren in het water. Dat zou ook betekenen dat bij een peddelende beweging de voorpoot de achterpoot niet kon balanceren met een sterk stampen tot gevolg, nog versterkt door de lange nek. Van de veel langere achterpoten waren de middenvoeten smal: wel geschikt om op te lopen maar niet om zwemvliezen te dragen. Ze hadden ook nog volledig functionerende gewrichten en een smal bekken. De staart kon ook al niet gebruikt worden om te zwemmen daar die verticaal was afgeplat in plaats van overdwars, een dikke basis had en verstijfd werd door verlengde zijuitsteeksels. Renesto wees er ook op dat de laatste halswervel (de twaalfde) van achteren zo afgeschuind was dat de nek iets omhoog stond. Hij meende dat de nek niet te zwaar was om geheven te worden aangezien de wervellichamen van boven uitgehold werden door het ruggenmergkanaal. Daarbij zijn bij de fossielen de nekken vaak omhoog getrokken. Zelfs als dat niet de positie tijdens het leven was, bewijst het dat de spieren er in ieder geval sterk genoeg voor waren. De dunne nekribben, hoewel verstevigend tegen een ontwrichtende torsie of zijdelingse beweging, zouden soepel genoeg geweest zijn om een verticale buiging toe te staan. De dikke staartbasis compenseerde voor het gewicht van de lange nek. Het dier zou dus niet voorover duikelen. Volgens Renesto had Peyer in wezen gelijk gehad door te veronderstellen dat Tanystropheus van de oever af viste. Doordat de nek wat geheven kon worden, zou die tijdens het jagen spiedend boven het wateroppervlak zijn gehouden. Een zijwaartse beweeglijkheid zou mogelijk zijn gemaakt door de hele romp heen en weer te zwenken. Dat zou ook de reden zijn dat de voorpoten zo klein waren: het dier kon zo op het dikke achterlijf roteren. Werd een prooi gezien dan haalde de kop naar beneden uit. Renesto verwierp de mogelijkheid van autotomie: die hypothese zou gebaseerd zijn geweest op een foute interpretatie van de staartwervels.
In 2017 publiceerde Susan Beardmore een studie over de tafonomie van Tanystropheus. Ze concludeerde dat diens fossielen in locatie, lage frequentie en goede preservering overeenkomen met die van de landbewonende verwant Macrocnemus en dat Tanystropheus dus vermoedelijk ook een landbewoner of althans kustbewoner was waarvan de karkassen in zee waren gespoeld door rivieren of overstromingen.
In 2018 paste Renesto zijn opvattingen aan. Hij verwierp nu de mogelijkheid dat Tanystropheus als een reiger de kop naar beneden sloeg want daar waren de onderste nekspieren niet sterk genoeg voor. Wel zou het dier aan de kust gejaagd hebben. Een dieet van inktvissen zou daaraan niet in de weg hebben gestaan want ook nu zijn er nog soorten die in ondiepe wateren leven. Tanystropheus zou goed op het land hebben kunnen lopen. De verbrede boveneinden van de doornuitsteeksels zouden sterke pezen hebben gedragen die voorkwamen dat de romp doorboog bij het stappen. Zo zou de romp een flink stuk boven de grond kunnen zijn gehouden en hoefde de buik niet over de bodem te slepen. De brede staartbasis, versterkt heiligbeen en robuuste bekkenplaten zouden een krachtige musculatuur gedragen hebben die een stevige afzet van de achterpoten mogelijk zou hebben gemaakt. Dit zou gebruikt zijn voor een symmetrische roeibeweging in ondiep water. Een extra bewijs hiervoor vond Renesto in de sporen van de ichnospecies Gwyneddichnium die symmetrisch op de bodem van een meer door de achterpoten zijn gemaakt, zonder sporen van de voorpoten. De tenen zouden zwemvliezen hebben kunnen dragen.

## Vondsten
Fossielen van deze dieren werden gevonden in Europa (Duitsland, Italië en Zwitserland), in het Midden-Oosten en in China.

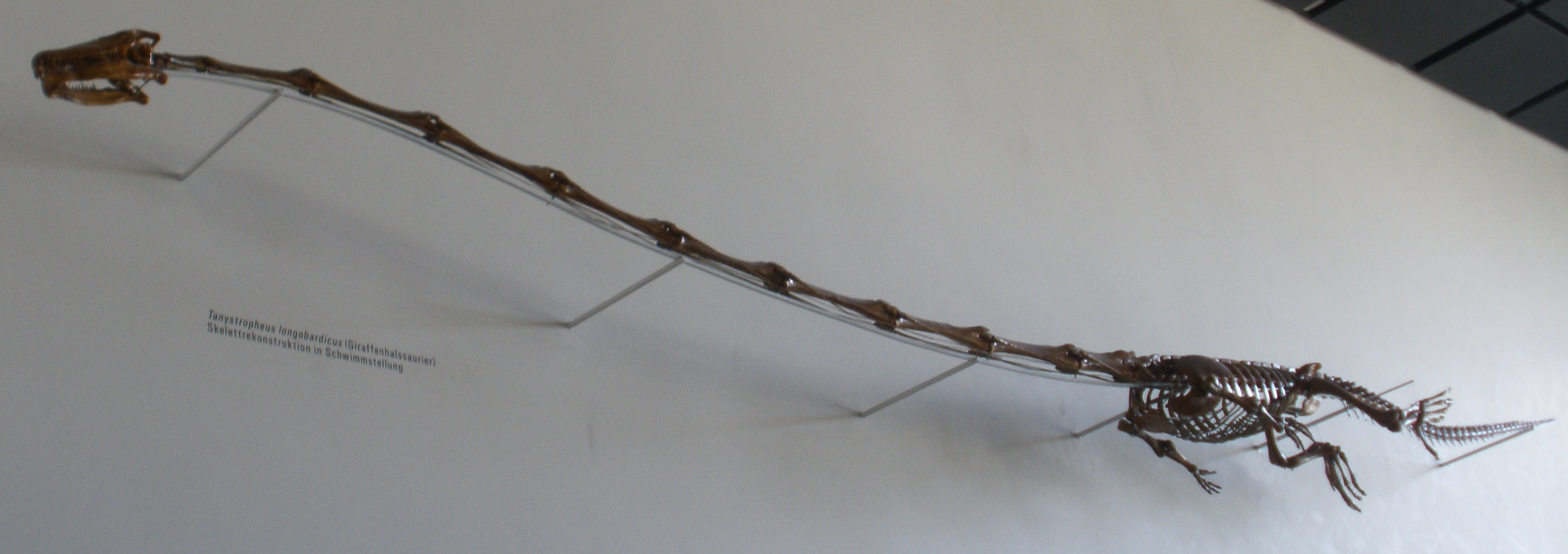
Gereconstrueerd skelet van Tanystropheus longobardicus in het Paläontologisches Museum van Zürich